# Lactarius fennoscandicus
Lactarius fennoscandicus är en svampart som tillhör divisionen basidiesvampar, och som beskrevs av Annemieke T. Verbeken och Jan Vesterholt. Lactarius fennoscandicus ingår i släktet riskor, och familjen kremlor och riskor. Arten är reproducerande i Sverige.